# Onno Möller
Onno Möller (* 18. Mai 2001 in Tübingen) ist ein deutscher Volleyballspieler.

## Karriere
Möller spielte in seiner Jugend beim TV Rottenburg. Mit einem Zweitspielrecht war der Mittelblocker von 2017 bis 2020 auch mit den Volley YoungStars Friedrichshafen in der 2. Bundesliga Süd aktiv. Möller gehörte zum Kader der deutschen Junioren-Nationalmannschaft und spielte in der Saison 2020/21 beim VC Olympia Berlin in der ersten Bundesliga. Per Zweitspielrecht war er auch in der 2. Bundesliga Nord beim SV Lindow-Gransee aktiv, mit dem er die Meisterschaft gewann.
In den Saison 2021/22 und 2022/23 spielte Möller für den VC Bitterfeld-Wolfen in der 2. Bundesliga Nord.
Seit der Saison 2023/24 spielt er für den TSV Giesen II  in der 2. Bundesliga Nord.

## Privates
Möller ist der Bruder von dem Volleyballspieler Carl Möller.